# 吉拉爾多特
吉拉爾多特是哥倫比亞的城市，位於該國中部，由昆迪納馬卡省負責管轄，距離首都波哥大134公里，始建於1852年10月9日，面積129平方公里，海拔高度289米，主要經濟活動是旅遊業，2005年人口184,075。
4°25′N 74°45′W / 4.417°N 74.750°W